# دامير يوربان
دامير يوربان (بالكرواتية: Damir Urban)‏ هو كاتب أغاني كرواتي، ولد في 19 سبتمبر 1968 في رييكا في كرواتيا.